# Teofilo Folengo

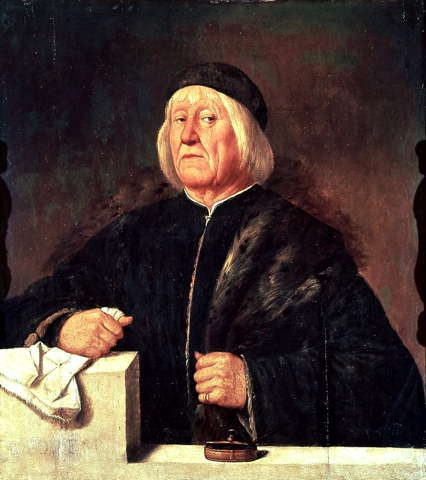
Teofilo Folengo na portrecie Romanino

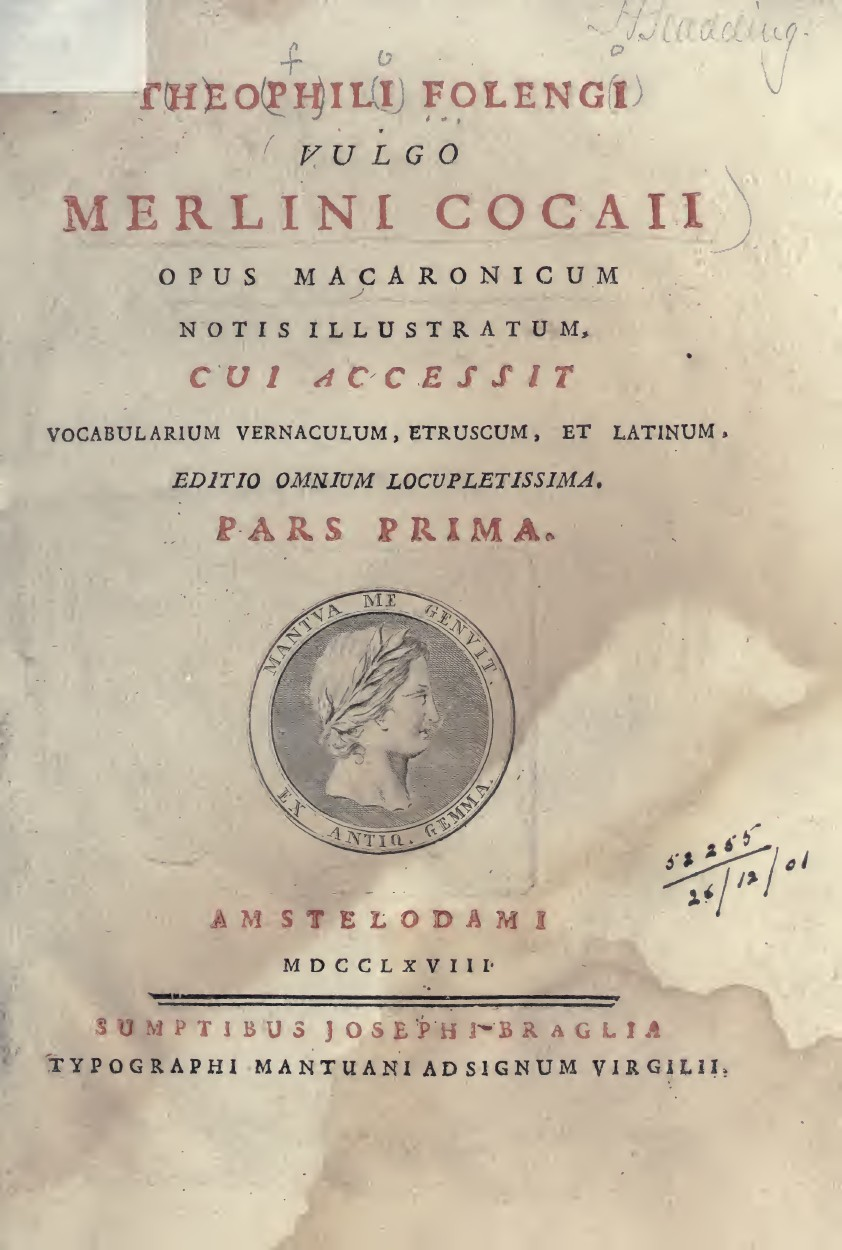
Maccheronee

Teofilo Folengo (ur. 8 listopada 1491 Cipada w prowincji Mantua; zm. 9 grudnia 1544 w San Croce di Campese, obecnie Bassano del Grappa w prowincji Vicenza) – włoski poeta, przedstawiciel literatury makaronicznej, autor epopei Baldus wydanej pod pseudonimem Merlin Coccai w 1517 parodiującej epikę rycerską, oraz peomatu heroikomicznego Orlandino (1526), a także licznych utworów hagiograficznych.